# Hamzah Saleh
Hamzah Saleh est un footballeur saoudien né le 19 avril 1967.

## Carrière
- Al Ahly Djeddah  Arabie saoudite

## Sélections
- Sélectionné avec l'équipe d'Arabie saoudite, notamment aux Coupes du monde 1994 et 1998 lors desquelles il prend part à six matchs[1].